# Paolo Negro
Paolo Negro (Arzignano, 16. travnja 1972.) je talijanski nogometni trener te bivši nogometaš i nacionalni reprezentativac.
Kao igrač, Negro je 2000. bio prvak Serie A s rimskim Lazijem dok je iste godine osvojio srebro na Europskom prvenstvu u Belgiji i Nizozemskoj.

## Karijera

### Klupska karijera
Negro je započeo kao junior Brescije dok je s 18 godina prešao u Bolognu u kojoj je debitirao 28. listopada 1990. u utakmici Serie A protiv Genove koja je završila bez pogodaka. Tijekom dvije sezone u klubu skupio je gotovo 50 prvenstvenih nastupa s time da je posljednju sezonu proveo u Serie B.
Nakon toga Paolo Negro se vraća u Bresciju za koju je igrao jednu sezonu prije nego što je prešao u Lazio koji mu je obilježio igračku karijeru. U klubu je ubrzo nakon dolaska postao standardni obrambeni igrač a u njemu je proveo 12 godina. Tijekom tog razdoblja bio je nacionalni prvak (2000.), osvojeni su Kup kupova i Superkup Europe (1999.) te nekoliko nacionalnih kupova i Superkupova.
Posljednje dvije profesionalne sezone Negro je proveo u Sieni dok je 2010./11. igrao u niželigašu Cerveteriju.

### Reprezentativna karijera
Od 1991. do 1994. Paolo Negro je bio član talijanske U21 reprezentacije s kojom je 1994. osvojio europsko juniorsko prvenstvo.
Za seniorsku momčad je debitirao 16. studenog 1994. u kvalifikacijskoj utakmici protiv Hrvatske za EURO 1996. Italija je tu utakmicu igranu u Palermu izgubila s 2:1.
S Italijom je sudjelovao na EURU 2000. gdje su Azzuri u dramatičnom finalu izgubili od Francuske.

### Trenerska karijera
U prosincu 2010. Paolo Negro je postao trener niželigaša Cerveterija kojeg je vodio svega tri mjeseca nakon čega je otpušten zbog loših rezultata. Tijekom siječnja 2012. imenovan je za trenera Zagarola iz Serie D. Kako bi stekao trenersku licencu UEFE, Paolo Negro je 10. prosinca 2012. počeo pohađati trenerski tečaj.

## Osvojeni trofeji

### Klupski trofeji
| Klub    | Trofej                | Godina / sezona |
| Italija | Italija               | Italija         |
| ------- | --------------------- | --------------- |
| Lazio   | Coppa Italia          | 1998.           |
| Lazio   | Supercoppa Italiana   | 1998.           |
| Lazio   | Kup pobjednika kupova | 1998./99.       |
| Lazio   | Superkup Europe       | 1999.           |
| Lazio   | Serie A               | 1999./00.       |
| Lazio   | Coppa Italia          | 2000.           |
| Lazio   | Supercoppa Italiana   | 2000.           |
| Lazio   | Coppa Italia          | 2004.           |

### Reprezentativni trofeji
| Turnir                 | Trofej | Godina |
| ---------------------- | ------ | ------ |
| Europsko U21 prvenstvo | Zlato  | 1994.  |
| EURO 2000.             | Srebro | 2000.  |

### Ordeni
- Cavaliere Ordine al Merito della Repubblica Italiana: 2000.

## Vanjske poveznice
- National Football Teams.com
- Tutto Calciatori